# Tony Williams
Tony Williams (Chicago, Illinois, 1942. december 12. – Daly City, Kalifornia, 1997. február 23.) amerikai dzsesszdobos.
Tizenöt éves korától Bostonban és környékén szabadúszó zenész volt. 1963-ban Miles Davis együttesének tagja lett. Az 1960-as évek végén elhagyta Davist, hogy John McLaughlinnal együtt egy jazzrock zenekart alakítson. Az 1970-es évek végén Herbie Hancockkal játszott a V.S.O.P. kvintettben.